# Erquinoaldo
Erquinoaldo foi mordomo do palácio da Nêustria (641-658) e da Borgonha (642-658). Parece ter sido ele (segundo Fredegário) um aparentado da mãe de Dagoberto I.
Sucedeu ao mordomo Aega em 641. Presenteou ao rei Clóvis II com uma escrava anglo-saxônica de nome Batilda,  comprada em Iorque. O rei casou-se com ela e isto reforçou a posição e influência de Erquinoaldo na corte. Ele, por sua vez, casou-se com Leutsinda e deste casamento teve dois filhos: Leudésio, que se tornaria mordomo do palácio em 675 e uma filha Ymme, a quem casou com o rei de Kent Eadbaldo.
Segundo algumas fontes históricas, ele e o rei Clóvis II, teriam provocado a morte de Grimoaldo I, mordomo do palácio da Austrásia, a quem teriam capturado e executado em 657.
Quando de sua morte em 658 os nobres da Nêustria escolheram a Ebroíno, para sucedê-lo.

## Casamentos e filhos
- com Leutsinda

1. ♂ Leudésio
2. ♀ Ymme